# Czesław Sobieraj
Czesław Sobieraj (ur. 17 lipca 1914 w Podrzewiu, zm. 25 lipca 1985 w Poznaniu) – kajakarz, olimpijczyk z Londynu 1948.
Był pierwszym polskim medalistą mistrzostw świata w kajakarstwie zdobywając w 1938 srebrny medal w konkurencji K-1 na dystansie 10 000 m. W tej samej konkurencji na dystansie 1000 m zajął 4. miejsce. Reprezentował wówczas Harcerską Drużynę Wilków Morskich z Poznania.
Na igrzyskach olimpijskich w 1948 roku wystartował w kajakowych jedynkach (K-1) na dystansie 1000 m gdzie odpadł w eliminacjach, a na dystansie 10 000 m zajął 7. miejsce.